# Carlo Sgorlon
(Carlo Sgorlon, Il Messaggero Veneto, 17 maggio 1998)
Carlo Sgorlon (Cassacco, 26 luglio 1930 – Udine, 25 dicembre 2009) è stato uno scrittore italiano.
I suoi romanzi hanno per tema specialmente la vita contadina friulana con i suoi miti, le sue leggende e la sua religiosità, il dramma delle guerre mondiali e delle foibe, le storie degli emigrati, le difficili convivenze delle varie etnie linguistiche; spesso proprio il passato e le radici rappresentano per Sgorlon gli unici elementi risananti del mondo.

## Biografia
Secondo di cinque figli, nacque a Cassacco, un piccolo centro a pochi chilometri da Udine, da Antonio (sarto) e Livia (maestra elementare). Trascorse il periodo della giovinezza prevalentemente in campagna, assimilando la cultura del Friuli rurale, che tanta parte rappresenterà nella sua produzione letteraria.
Dopo un inizio di studi incostante, compiuti i diciotto anni si iscrisse all'università di Pisa e venne anche ammesso alla Scuola Normale Superiore: si laureò in Lettere con una tesi su Franz Kafka. Poi si trasferì in Germania per la specializzazione, che conseguì a Monaco di Baviera.

Subito dopo ebbe inizio la sua attività di insegnante di Lettere alla scuola secondaria e parallelamente quella di scrittore.

Sposato con Edda Agarinis, Sgorlon si trasferì ad Udine dove avrebbe poi vissuto per tutto il resto della propria vita.
Si spense il giorno di Natale del 2009. Riposa nel cimitero di Raspano, frazione del suo comune di nascita il quale, nel 2011, gli ha dedicato un concorso fotografico intitolato "Lo sguardo di Carlo". La Agarinis ha promosso eventi e iniziative in memoria del marito sino alla sua morte, avvenuta a Palmanova il 12 gennaio 2021.

## La narrativa di Sgorlon
La figura di Sgorlon è diversa da quella di qualsiasi autore italiano: era un narratore vero di storie reali in un mondo fantastico, un narratore di vicende fantastiche in una struttura reale. Il tutto condito da elementi storici e magici che convivono come diversi livelli di una stessa provincia.
Poeta dell'equilibrio, dell'intreccio con la storia e con l'ambiente in cui si innesta il ciclo delle sue esperienze, su tutta la sua attività hanno lasciato un segno profondo gli studi irregolari e gli stimoli del nonno, maestro elementare in pensione, a porsi traguardi più ambiziosi, così come le storie, i racconti tradizionali, le fiabe narrate dalla gente del suo piccolo paese contadino. I temi di fantasia e saggezza popolare si mescolano all'eredità di autori come Dante, Ariosto e Petrarca che macerano in quello che lo stesso autore definisce come una fase culturale europea nel periodo di istruzione superiore.
Nasce, per primo, il romanzo Il vento nel vigneto (1960), che verrà riscritto in lingua friulana con il titolo Prime di sere (1971); il tema esistenziale è ispirato al mondo contadino e si racconta il faticoso reinserimento di un ergastolano graziato nel paese natio.
Con i successivi romanzi lo scrittore muta il suo registro narrativo: La poltrona (1968), La notte del ragno mannaro (1970) e La luna color ametista (1972) si impongono all'attenzione della critica per i ritmi nevrotici ed affannosi dei personaggi che stentano a realizzarsi nella vita, cedendo via via a storie sempre più corali.
Ne La poltrona si narra di un mondo chiuso, sterile caratterizzato da un continuo disadattamento; ne La notte del ragno mannaro (1970) si apre il paesaggio, in cui si percepisce l'inquietudine di Walter nella spasmodica ricerca del padre e della donna amata in un sogno ossessivo e reale ambientato in una Udine magica che rivela i segreti di antiche storie. Ne La luna color ametista Rabal rivitalizza un paesino misterioso e teso tra sogno e grigiore ma solo per il periodo della sua visita; questo è il romanzo riconosciuto come spartiacque della narrativa di Sgorlon, lo scritto che lascia il cupo solipsismo della precedente produzione per raggiungere un patos fantastico-corale nella sua opera successiva.
Da questo cambiamento nasce il fortunato Il trono di legno, romanzo di successo (Premio Campiello 1973), storia di un narratore di vicende fantastiche che non sa ancora di essere l'erede di una cultura solo assopita e non cancellata. Nel 1975 vede la luce anche La Regina di Saba, ritratto di una misteriosa figura di donna a tutto tondo che si confronta con i cambiamenti del tempo, capace di salvarsi e di salvare grazie alla forza dell'amore eterno. Gli dei torneranno (1977), narrazione epicizzata della civiltà contadina del Friuli che si scontra con le nuove idee per scoprire, infine, che la storia gira in cerchio e gli dei torneranno solo se gli uomini sapranno salvare la loro cultura dall'attacco della civiltà massificata attraverso il dono singolare del ben parlare.
La carrozza di rame (1979), la saga di una famiglia di piccoli proprietari terrieri inserita nel periodo del terremoto del '76, evento foriero di nuovi assetti nella famiglia De Odorico, completa la trilogia iniziata con Il trono di legno.
La sua vita trascorre quieta, tra l'insegnamento di Italiano e Storia negli Istituti tecnici e la scrittura, tra la città e la casa di campagna dove lo scrittore, assai fiero delle proprie svariate abilità, sveste i panni dell'artista e dello studioso e indossa quelli dell'agricoltore e dell'artigiano. Nasce in questo periodo La contrada (1981) in cui si racconta la vita di periferia di un gruppo di amici ed in cui si sviluppa il tema della delusione dell'uomo moderno. Segue La conchiglia di Anataj (Premio Campiello, 1983) in cui si esprime il concetto del recupero delle origini e del legame con le proprie radici solo nel momento dell'allontanamento dalla realtà: Valeriano, infatti, rimane in Siberia a ricordare la sua terra, il Friuli. Quest'opera è da molti critici ritenuto il capolavoro dello scrittore.
L'armata dei fiumi perduti (1983), vincitore del Premio Strega nel 1985) ispirato alle vicende poco note della duplice tragedia del popolo cosacco, i Kazak, a cui: «l'impassibile spietatezza della Storia aveva sottratto per sempre la possibilità di avere una patria» e del popolo friulano, la cui terra venne regalata ai primi come bottino di guerra dall'invasore tedesco. Il libro avrà ben 25 ristampe. Il quarto re mago (1986), insieme di racconti da cui si evincono le principali tesi della poetica Sgorloniana (come nel caso dell'eterno peregrinare di Joska la rossa o del disfacimento del tempo alla ricerca di qualcosa che si possiede già). Seguono I sette veli (1986), versione friulana Il Dolfin, L'ultima valle (1987) in cui si mescola sapientemente l'elemento favolistico a quello della vita di tutti i giorni narrando della tragedia del Vajont del 1963 e evidenziando le interconnessioni magiche da cui si origina tutta la poetica dell'autore. Il calderas (Premio Napoli, 1988) in cui la vita del piccolo zingaro è nuova metafora della ricerca di radici perdute, questa volta per colpa della guerra.
La fontana di Lorena (Premio Basilicata, 1990) in cui si racconta la storia della famiglia Gortan che vive attorno alla figura magica di Eva, amica di un grande pittore, che con la sua magia creerà l'illusione utile a salvare se stessa e gli altri oltre la magica fonte del bosco. La tribù (1990) è la storia della famiglia di Giovanni, brigadiere di Foràns, Martina ed i loro quattro figli. Il rispetto della legge morale è l'unica strada per dare ordine alle passioni umane; ma l'illusione del benessere sfocia ai confini del lecito e dell'illecito. I valori crollano miseramente e, pur di raggiungere gli illusori paradisi, Diego, uno dei quattro figli, sconterà il suo delitto di sangue nel sangue, come tragico sacrificio agli dei crudeli di città. L'apice del dolore, tuttavia, riannoderà i vincoli morali ridando senso al destino dei suoi componenti. Vi sono, poi, La foiba grande (1992) che custodisce i segreti di coloro che vengono presi per essere portati chissà dove durante il periodo della guerra, cui segue Il regno dell'uomo (1994). Al filone che rievoca vicende non approfondite della storia italiana appartiene anche La malga di Sîr (1997) incentrato sull'eccidio di Porzûs reso famoso perché nel 1945 i partigiani comunisti uccisero un gruppo di partigiani appartenenti alla brigata Osoppo (tra i caduti anche il fratello di Pier Paolo Pasolini, Guido Alberto e Francesco De Gregori zio del noto cantautore).
Nasce, quindi, Il processo di Tolosa (1998), storia surreale della vita di un ragazzo legato al mistero di Lazzaro in Francia, seguito da Il filo di seta (1999) in cui si racconta la vicenda incredibile degli itinerari di Odorico da Pordenone, viaggiatore paragonabile solo a Marco Polo, che ha affascinato per il suo modo di confrontarsi con la diversità e del quale Sgorlon ha scritto, in versione romanzata, in una rivisitazione della sua vita. Attraverso un lungo percorso arriviamo al prossimo romanzo, La tredicesima notte (2001) in cui nel favoloso mondo di Monterosso si snoda la vicenda di Veronica, nuova figura di donna in connessione con il mondo misterioso che abbiamo dimenticato, la quale torna ogni tre generazioni per rendere possibile un destino d'amore in un paese dove persino un famoso frate di Pietrelcina - Padre Pio - compare.
È del 2003, L'uomo di Praga, in cui il cinema arriva a Naularo per far rivivere i sogni di tutti e le alterne vicende del protagonista Alvar, stupiscono e trasportano in un mondo fatato.
Le sorelle boreali, edito nel 2004, illustra la creazione di un mondo felice da parte di cinque sorelle che ritrovano una nuova vita nella villa della bisnonna. Ognuna delle protagoniste per difendere questa esistenza dovrà passare in un buio catartico modificando poco a poco il proprio destino.
L'ultimo lavoro, Il velo di Maya del 2006 intreccia elementi filosofici, musicali ed erotici in un viaggio teso come su una lama di rasoio del personaggio Jacopo D'Artega.
L'ultima fatica letteraria del grande scrittore viene pubblicata a dicembre del 2008 dalla Morganti editori, con il titolo La penna d'oro. Si tratta di un'autobiografia. Carlo Sgorlon ha deciso di farsi portavoce in prima persona della sua vita e della sua poetica. Nel raccontarsi con sincerità ma con un pizzico di costruttiva polemica e disincanto, lo scrittore affronta i ricordi della propria vita personale e professionale come se osservasse un altro se stesso dal balcone della sua casa friulana. Il risultato di questo proiettarsi al di fuori lo trasforma nel protagonista di un'avvincente storia privata. Ma di che si tratta? Ancora una volta è la storia di un uomo estraneo ai luoghi e alle mode, che si affranca dal mondo, pur senza mai perderlo di vista, per cercare la propria patria. Il narratore si racconta con la medesima propensione fabulatoria che da sempre lo caratterizza, proponendo al lettore un romanzo esistenziale, quello di un uomo che si sofferma sulla propria vita facendone il bilancio e ribadendo la radicata convinzione che l'uomo possa percorrere la propria vita su due piani di esistenza paralleli: quello della realtà e quello del fantastico. La penna d'oro, non è una semplice autobiografia dello scrittore, è anche un attestato d'amore nei riguardi della sua terra d'origine, delle sue genti e tradizioni. Anche la penna d'oro, dono ricevuto nell'infanzia, diventa un mitico oggetto sparito chissà dove, che da sempre influenza il destino dell'uomo e dello scrittore.

### I protagonisti dei suoi romanzi
La modernità del protagonista sgorloniano è evidente nell'incarnazione delle difficoltà, nell'autenticità, nell'affettività, nella socialità; è un soggetto reso ansioso dall'evoluzione della società rurale in quella industriale, appare simile al tipico modello d'uomo nel comune sentire di fronte alla rivoluzione tecnologica. Nel personaggio sgorloniano si evidenzia la mancanza di una precisa identità, nella quale ritorna, sfumata, la figura paterna e, anche, più eccessiva e prolungata, quella materna; si riscontra, inoltre, la mancanza di quell'"io collettivo" che sembrava unire la società contadina contro le asperità della vita nel superamento dell'uniformità della industrializzazione nella eradicazione dalla regione di nascita.
I protagonisti sgorloniani appartengono ad una cultura di tipo decadente, sono irrazionali e spesso vivono in una realtà sognante tenendo sempre presente un sentimento di amore/repulsione per la propria terra. All'assenza di eventi esteriori fa da contrappeso il tramestio dei personaggi, mossi dall'autore come burattini, i quali hanno un ruolo preciso in uno sfondo a metà tra la favola e la cruda realtà storica, attraverso la metafora, in un luogo sospeso tra il fantastico e il mentale dove tematiche religiose scientifiche e filosofiche si confrontano per la ricerca di valori per cui sopravvivere: «In realtà, io amo soprattutto raccontare delle storie, in un tempo e in una civiltà come la nostra in cui sembra che gli scrittori abbiano per lo più perduto la dimensione epica e il gusto del narrare».

#### L'acqua
A creare una compensazione, quasi fosse essa stessa un personaggio, nella narrativa sgorloniana interviene l'elemento dell'acqua. La funzione purificante e pacificante dell'animo umano è legata all'elemento liquido come se questo unisse in tempi diversi le sensazioni delle donne. Sono donne che si lavano via il terrore della guerra con un lungo bagno, rimanendo in contatto con l'elemento magico come nel caso di Marta ne L'armata dei fiumi perduti, tornano al passato e vi rimangono in contatto tramite una fonte nel bosco come nel caso de La fontana di Lorena o dimenticano l'amore illusorio del loro recente passato come nel caso di Veronica ne La tredicesima notte.
L'acqua è una sorta di specchio purificatorio, la cui prerogativa sembra essere percepita solo dalle donne.

#### Le donne
Le donne di Sgorlon sono la radice forte che permette all'albero ferito di rifiorire. Sono personaggi in grado di rivitalizzare la vita di un paese sonnacchioso come nel caso di Rabal, ne La luna color ametista. Custodiscono le parti da sanare, sono motore incessante della storia e sono quelle che portano spesso sulle proprie spalle il peso di una civiltà che cambia. L'abbandono della società contadina, ha aumentato la loro fatica, ma ha permesso anche di conservare all'interno dei loro animi la madre a cui ritornare. Le donne di Sgorlon non vogliono affrontare tutto e tutti a muso duro, sanno andare incontro a ciò che la vita richiede, ma concepiscono il completamento della loro esistenza solo nella condivisione della stessa con un'altra persona.
I personaggi femminili di Sgorlon sanno guardare al mondo moderno e viverci, ma a volte, e solo per periodi limitati, nonostante la loro sensibilità, non riescono a vedere chiaramente, confuse dai loro sogni. Fortissimo in queste figure è l'elemento magico che rende surreale persino le storie che sembrano cronaca della realtà, donando loro una comprensione delle connessioni tra essere umano e gaia, la terra, irrinunciabile. Marta, con la sua gioia di vivere inesauribile, sana le ferite di un mondo che sembra impazzito e custodisce la speranza dei sogni persino nei momenti più duri, infondendo la vita quando tutto sembra perduto. Eva, de La fontana di Lorena, è un grande personaggio, costruito con un'intensità vibrante di donna pratica e maga che incarna la sostanza della protettrice della terra: è l'ultima eroina guerriera di una divinità insita nella natura che alla fine sa che nei colori e nel ritorno in sé c'è quanto serve a salvare il proprio futuro.

#### La provincia
«Comincerò col dire che io sono uno di quegli scrittori fortunati, secondo la celebre frase di Balzac, che hanno una provincia da raccontare. Fortunati perché possiedono delle radici, ed hanno alle spalle una cultura, una storia, una tradizione, un popolo, nei quali si riconoscono, dentro i quali riescono a rintracciare i lineamenti della propria identità. Fortunati perché sanno chi sono, possiedono un habitat, una collocazione precisa nella infinita varietà del mondo reale».
Così Carlo Sgorlon si descrive nella conferenza del 1982 (Il Friuli nella mia narrativa) inquadrando la propria identità, chiave di volta della sua concezione di vivere/scrivere. Tra il livello profondo del soggetto/uomo ed il livello di scrittura con i modelli culturali si colloca in maniera filtrante la cultura locale tale da renderla comprimaria rispetto agli altri elementi in un concezione solistica legata ai topoi accumulati nel corso dell'intera esistenza. Un sentimento che si può leggere anche ne L'armata dei fiumi perduti in cui Urvàn pensa che «...forse bisognava restare lassù, non abbandonare né la steppa né il fiume. Qualunque colpo del destino andava sopportato là, nella loro terra».
La battaglia per la conservazione delle radici e per la restituzione dei luoghi alla loro vocazione millenaria appare come una metafora e insieme una ragione universale e che unisce i popoli legati alle proprie autentiche storie e tradizioni. «Per Veronica, (La tredicesima notte), Monterosso era una parola chiave. Pronunciarla, o sentirla pronunciare, voleva dire tante cose, a volte difficile da cogliere anche per lei». Carlo Sgorlon esalta l'irrealtà della realtà del Friuli perché, se si parla di questa terra, non si sa mai se si tratti di Italia, Austria o di un paese Slavo, culture che hanno lasciato una impronta nell'identità che spesso viene trascurata dai "dominatori di turno", ma fortemente radicata nel suo popolo.
Il paesaggio friulano è l'ancora a cui è possibile aggrapparsi per recuperare la speranza di salvezza e di redenzione nell'apocalisse del presente in cui sembra essere sparito l'amore per le proprie origini. Sgorlon è un aedo della sua terra, a volte la dipinge come un luogo in cui avvengono fatti luttuosi per la popolazione, come nel caso del romanzo La foiba grande o de La tribù e come un mondo incantato sospeso in un dimensione magica tale da creare un filo ideale tra le sue storie e il mondo incantato di Garcia Marquez: lo stesso Sgorlon friulano ha ammesso che, seppur involontariamente, nei suoi romanzi c'è anche un po' di Marquez, quello che li accomuna è il sostrato di movimento.
«Mi affido alla mia capacità di primitivo di rimitizzare il mondo, per quanto i miti e le fiabe siano stati esorcizzati da secoli dalla scienza e dalla tecnologia...» Ecco il filo a cui Carlo Sgorlon rimane fedele anche nelle sue opere, particolarmente in quest'ultimo romanzo, La tredicesima notte, o anche ne La fontana di Lorena, che conferma la natura favolistica dello scrittore friulano senza venir meno a quel credo di "tellurica sacralità", che è presente in lui da sempre, e più visibilmente nel L'Ultima valle (1987).

#### La Storia
Nei libri in cui i protagonisti hanno a che fare con la Storia, particolarmente se si tratta della guerra e dei suoi effetti, essa assume in Sgorlon un carattere di forza cosmica, flusso impetuoso ed ineluttabile, dotato di propria autonomia, in grado di travolgere chiunque si trovi sul suo corso, e da cui è inutile ogni tentativo di opporsi. L'unica speranza per sottrarsi alle sue conseguenze può essere un rifugio o la fuga, di solito sotto la protezione di una delle donne che nei libri di Sgorlon incarnano la saggezza immutabile della terra, come Marta ne L'armata dei fiumi perduti, o Marianna ne La malga di Sîr.

#### La parola
«Aveva letto in un libro che la parola è ormai consumata e logora, troppo sfruttata dall'uso, e che non può più essere adoperata come un tempo. Oggi chi l'ha fatto ha suscitato una smorfia d'ilarità all'angolo della bocca degli intenditori, o l'infastidito sbadiglio della noia. Adesso la parola è sofisticata, manipolata, slogata e contorta, per poter essere resa appetibile ai palati, ormai desiderosi dello strano e dell'inusitato. Viene elaborata con ricette artificiali, drogata con spezie esotiche fino a cambiarne l'antico carattere e a renderla incomprensibile», scrive Sgorlon.
«Io mi rivolgo a quei lettori che hanno il gusto di leggere storie ben fatte, e anche fornite di un gruzzolo di ciò che un tempo si chiamava "poesia", di cui oggi si diffida. Io possiedo un forte istinto narrativo, e a quello mi abbandono. È una specie di bussola incorporata nel mio inconscio. Seguo i grandi archetipi del narrare. Non trovo difficoltà a realizzare questo tipo di narrativa, se non di natura psicologica. So infatti di andare contro il gusto corrente e contro la cultura egemone. So di essere il solo, o quasi. Però c'è anche una certa soddisfazione a sapere di non essere uno che salta sul cocchio del vincitore, che in Italia tutti inseguono, ma sul quale non tutti riescono a salire.»

### I romanzi postumi e le iniziative commemorative
Nel 2010 ci fu la pubblicazione dei romanzi postumi: Il Circolo Swedenborg e Ombris tal infinît (quest'ultimo in lingua friulana).
Il 23 febbraio 2014 il Comune di Vajont gli ha dedicato la biblioteca civica per aver narrato della omonima tragedia del 1963 nel romanzo L'ultima valle (1987).
Il 28 novembre 2019 è stato pubblicato il romanzo postumo Allarme sul Neckar. L'opera fu scritta nel 2000 ma è rimasta inedita per volontà dello stesso autore dopo un tentativo di pubblicazione sotto falso nome compiuto qualche anno prima della sua morte. L'esperimento venne portato a termine con la collaborazione di uno dei suoi legali, l'avvocato Fabiano Filippin. Quest'ultimo, fingendosi l'agente di uno scrittore in erba, propose il testo a svariate case editrici ma lo stesso venne sistematicamente restituito intonso. Sgorlon voleva capire quante occasioni di effettiva pubblicazione avessero i giovani di talento non ancora conosciuti al grande pubblico. Il legale e la vedova hanno dato alle stampe l'opera nell'imminenza del decimo anniversario della scomparsa. Il romanzo è distribuito dalla casa editrice udinese Gaspari in collaborazione con il quotidiano friulano Messaggero Veneto. La presentazione ufficiale è avvenuta il 3 dicembre 2019 in municipio a Udine alla presenza della vedova dello scrittore.

## Opere

### Romanzi
Più di dieci romanzi di Carlo Sgorlon, scritti nell'arco di un quarantennio, sono ancora inediti. Le Edizioni Mimesis, che dedicano una collezione alle opere edite e inedite dell'autore, hanno pubblicato nel 2020 uno di questi, L'isola di Brendano.
- Il compare della morte, 1982. [inedito]
- La poltrona, Milano, Mondadori, 1968. [2 edizioni]
- La notte del ragno mannaro, Udine, 1970. [4 edizioni]
- La luna color ametista, Padova, Rebellato Editore, 1972; Milano, Mondadori, 1978. [3 edizioni]
- Il vento nel vigneto, Roma, Gremese 1973. [12 edizioni]
- Il trono di legno, Milano, Mondadori, 1973. [26 edizioni, Premio Campiello
- Regina di Saba, Milano, Mondadori, 1975. [3 edizioni]
- Gli dei torneranno, Milano, Mondadori, 1977. [10 edizioni]
- La carrozza di rame, Milano, Mondadori, 1979. [9 edizioni]
- La contrada, Milano, Mondadori, 1981. [7 edizioni]
- La conchiglia di Anataj, Milano, Mondadori, 1983. [18 edizioni, Premio Campiello
- L'armata dei fiumi perduti, Milano, Mondadori, 1985. [22 edizioni, Premio Strega
- I sette veli, Milano, Mondadori, 1986. [4 edizioni]
- L'ultima valle, Milano, Mondadori, 1987. [5 edizioni]
- Il Caldèras, Milano, Mondadori, 1988. [9 edizioni, Premio Napoli[4]
- La fontana di Lorena, Milano, Mondadori, 1990. [7 edizioni, Premio Letterario Basilicata[5]
- La Tribù, Cinisello Balsamo (MI), Edizioni Paoline, 1990, ISBN 978-88-215-1959-8.
- Il patriarcato della luna, Milano, Mondadori, 1991. [5 edizioni]
- La foiba grande, Milano, Mondadori, 1992. [9 edizioni]
- Marco d'Europa, Cinisello Balsamo, Edizioni Paoline, 1993. [2 edizioni][6]
- Il guaritore, Milano, Mondadori, 1993.
- Il regno dell'uomo, Milano, Mondadori, 1994. [2 edizioni]
- Il costruttore, Milano, Mondadori, 1995. [3 edizioni]
- La malga di Sîr, Milano, Mondadori, 1997. [7 edizioni, Premio Nazionale Rhegium Julii Narrativa ][7]
- Il processo di Tolosa, Milano, Mondadori, 1998. [5 edizioni]
- Il filo di Seta, Casale Monferrato, Piemme, 1999. [3 edizioni]
- La tredicesima notte, Milano, Mondadori, 2001. [6 edizioni]
- L'uomo di Praga, Milano, Mondadori, 2003. [2 edizioni]
- Le sorelle boreali, Milano, Mondadori, 2004.
- Il velo di Maya, Milano, Mondadori, 2006.
- Lo stambecco bianco, Roma, Gremese, 2006.
- L'alchimista degli strati, Milano, Mondadori, 2008.
- La penna d'oro, Treviso, Morganti, 2008.
- Il Circolo Swedenborg, Milano, Mondadori, 2010. [pubblicato postumo]
- Allarme sul Neckar, Udine, Gaspari Editore, 2019. [pubblicato postumo]
- L'isola di Brendano, prefazione di Franco Fabbro e Marco D'Agostini, Milano-Udine, Mimesis, 2020, ISBN 978-88-575-6271-1. [pubblicato postumo]

### Racconti
- Il paria dell'universo, Roma, Gremese, 1979.
- Il quarto Re mago, Pordenone, Studio Tesi, 1986. [3 edizioni]
- Racconti della terra di Canaan, Milano, Mondadori, 1989. [4 edizioni]

### Romanzi in lingua friulana
- Prime di sere, Soc. Filologica Friulana (1970), Udine. Traduzione di Il vento nel vigneto, questo romanzo rientra in una stagione ancora naturalistica della narrativa dell'autore. Il protagonista è un uomo dalla vita mancata a causa di un momento di follia. La storia di Eliseo è quella del suo dignitoso tentativo di reinserirsi nella comunità di paese, l'unico posto dove può ritrovare la sua identità e la sua vita può avere un senso. Lontano da qualsiasi ideologia, è un uomo che ritrova negli immutati ritmi della natura, nella fede e nelle liturgie della tradizione il senso di appartenenza ai luoghi in cui è cresciuto ma che ora, dopo tanti anni di lontananza, trova molto cambiati. Troviamo anche il tema del lavoro, che seppur umile gli restituisce dignità, e dell'amore che si sviluppa in maniera lenta e pacata, sempre con velo di pudore.[8]
- l Dolfin, La Panarie / Vattori (1982), Udine. Il termine "dolfin" - delfino è qui inteso nel significato di "erede al trono". Il protagonista Faustin viene cresciuto dalla madre vedova nell'aspettativa di un alto destino, in un'atmosfera quasi sognante, nell'attesa di essere chiamato a grandi missioni. Solo nel finale c'è un ritorno alla realtà. Invece di vivere di fantasia è meglio avere il coraggio di essere sé stessi.[9]
- Ombris tal infinît, Soc. Filologica Friulana, postumo, Udine, 2010. Racconta la storia di una ragazza curda di religione cristiana, Fatima, che lascia la Persia e arriva in un paesino della Bassa friulana. Qui darà alla luce e crescerà sua figlia Eva, che, fra qualche danno dovuto al carattere esuberante e incontri con personaggi interessanti, troverà alla fine nella pittura la sua vera passione. Non mancano in questo romanzo riferimenti agli avvenimenti storici del periodo e ai temi sociali, nonché a richiami filosofici legati in particolare alla ricerca del significato della vita.[10]

### Saggistica
- Kafka narratore, Venezia, Neri Pozza, 1961.
- Invito alla lettura di Elsa Morante, Milano, Mursia, 1972. [6 edizioni]
- Gli affreschi di Tiepolo nel Veneto, Novara, De Agostini, 1982.
- La luce dei monti: Solazzo, 1991; Belluno, Nuovi Sentieri, 2007, ISBN 978-88-855-1038-8.

## Riconoscimenti
L'autore ha vinto oltre quaranta premi letterari, tra cui: Il Supercampiello (due volte), Lo Strega, Il Napoli, Il Flaiano, Il Nonino, L'Isola d'Elba, L'Hemingway, Il Latina, Il Fiuggi, Le Palme D'oro, Il Tascabile, Il Basilicata, Il Penne, Il Taranto, Il Vallombrosa, Il Casentino, L'Enna, Il Rapallo, il Rosone d'oro, il Regium Julii e lo Scanno. Nel 2009 gli doveva essere conferito il Premio Chiara alla carriera, ma morì prima di poterlo ricevere.